# Marino Grimani (doża)
Marino Grimani (ur. 1 lipca 1532 w Wenecji, zm. 25 grudnia 1605 tamże) – 89. doża Wenecji od 1595 roku aż do śmierci.